# Tomos Flexer
Tomos Flexer je moped, ki ga je ustvarilo slovensko podjetje Tomos. Izdelovali so jih od leta 1998 do leta 2019.
Poganja ga 49 kubični dvotaktni motor. Je zelo popularen poštarski moped v vseh državah bivše  Jugoslavije.
Ima avtomatski menjalnik z dvema prestavama. Poganja ga mešanica, to je zmes bencina in Dvotaktnega olja.
Končna hitrost je 25 do 50 Kilometrov na uro.